# Paspalum quadrifarium
Paspalum quadrifarium, chepica blanca o paja colorada es una especie herbácea perenne. Originaria de Sudamérica: Brasil, Argentina,  Paraguay, Uruguay, está naturalizada en muchas partes del mundo. En Australia es maleza.

## Nombre común
- Paja mansa, paja colorada

## Descripción
Es una cespitosa, de clima templado, perdiendo color por debajo de 0 °C; es muy rústica, adaptándose bien al sol como a la sombra. Tolera calor, sequía, compactación del terreno, tránsito intenso, encharcamiento, inundaciones y sombra temporal.

## Ecología
Su hábitat nativo son zonas con inundación temporaria.

## Taxonomía
Paspalum quadrifarium fue descrita por Aylmer Bourke Lambert y publicado en Tableau Encyclopédique et Methodique ... Botanique 1: 176. 1791.
Citología
Tiene un número de cromosomas de 2n = 2x = 20;  2n = 3x = 30;  2n = 4x = 40
Etimología
Paspalum: nombre genérico que deriva del griego paspalos (una especie de mijo).
quadrifarium: epíteto latíno
Sinonimia
- Panicum lagascae var. quadrifarium (Lam.) Kuntze
- Paspalum eruciferum Trin. ex Steud.
- Paspalum ferrugineum Trin.
- Paspalum quadrifarium var. ferrugineum (Trin.) Herter
- Paspalum quadrifarium var. majus Döll
- Paspalum quadrifarium var. minus Döll
- Paspalum variegatum Link[5][6]